# Skelly Alvero
Skelly Alvero (Stains, 2 maggio 2002) è un calciatore francese, difensore del Werder Brema.

## Biografia
È nato a Stains, nel nord di Parigi. Ha cittadinanza francese e angolana.

## Carriera
Prodotto del settore giovanile del Red Star, si è trasferito al Sochaux il 26 maggio 2017. Ha iniziato la sua carriera con le riserve del Sochaux nel 2020. ha debuttato in prima squadra in una vittoria per 3-0 in Coppa di Francia contro il Bresse Jura Foot il 13 novembre 2021. Ha firmato il suo primo contratto professionistico di tre anni il 28 febbraio 2022.
Il 4 lugli 2023 ha lasciato il Sochaux per firmare un contratto di 5 anni con l'Olympique Lione in Ligue 1; nella stagione 2023-2024 segna un gol in 8 partite di campionato giocate, per poi passare a titolo definitivo nella prima divisione tedesca al Werder Brema.

## Statistiche

### Presenze e reti nei club
Statistiche aggiornate all'8 ottobre 2023.
| Stagione        | Squadra         | Campionato      | Campionato | Campionato | Coppe nazionali | Coppe nazionali | Coppe nazionali | Coppe continentali | Coppe continentali | Coppe continentali | Altre coppe | Altre coppe | Altre coppe | Totale | Totale | Totale |
| Stagione        | Squadra         | Comp            | Pres       | Reti       | Comp            | Pres            | Reti            | Comp               | Pres               | Reti               | Comp        | Pres        | Reti        | Pres   | Reti   |        |
| --------------- | --------------- | --------------- | ---------- | ---------- | --------------- | --------------- | --------------- | ------------------ | ------------------ | ------------------ | ----------- | ----------- | ----------- | ------ | ------ | ------ |
| 2020-2021       | Sochaux 2       | N3              | 3          | 0          | -               | -               | -               | -                  | -                  | -                  | -           | -           | -           | 3      | 0      |        |
| 2021-2022       | Sochaux 2       | N3              | 20         | 1          | -               | -               | -               | -                  | -                  | -                  | -           | -           | -           | 20     | 1      |        |
| 2021-2022       | Sochaux         | L2              | 0          | 0          | CF              | 2               | 0               |                    | -                  | -                  |             | -           | -           | 2      | 0      |        |
| 2022-2023       | Sochaux         | L2              | 31         | 0          | CF              | 2               | 0               |                    | -                  | -                  |             | -           | -           | 33     | 0      |        |
| 2023-2024       | Olympique Lione | L1              | 4          | 0          | CF              | 0               | 0               |                    | -                  | -                  |             | -           | -           | 4      | 0      |        |
| Totale carriera | Totale carriera | Totale carriera | 58         | 3          |                 | 4               | 0               |                    | -                  | -                  |             | -           | -           | 62     | 3      |        |